# Bozienii de Sus, Neamț
Bozienii de Sus (în trecut, Bozieni și Bozieni-Balș) este un sat în comuna Ruginoasa din județul Neamț, Moldova, România.

## Obiective turistice
- Biserica Înălțarea Domnului din Bozienii de Sus - ctitorită în secolul al XVII-lea de domnitorul Vasile Lupu (1634-1653)

 Acest articol despre o localitate din județul Neamț este deocamdată un ciot. Puteți ajuta Wikipedia prin completarea lui.